# MT-2 (航空機)
MT-2は、満洲飛行機製造（開発中に満洲航空航空工廠より発展）が試作した軽旅客機。

## 概要
1938年（昭和13年）、満洲航空（満航）は当時運用していたデ・ハビランド プス・モスを代替する新型軽旅客機としてMT-2を計画し、満航航空工廠にて林元技師を主務者として設計に着手。1938年7月に行われた航空工廠の満洲飛行機（満飛）への発展を経つつ、同年中に試作機1機を完成させ、飛行試験を実施した。なお、風洞実験は日本の航空局航空試験所に委託されている。飛行試験では良好な性能を見せたが、研究期間が不充分という判断に加えて満航と満飛の分離も影響を及ぼし実用化は見送られ、代わってドイツから輸入されたメッサーシュミット Bf 108がプス・モスの後継を担うことになった。
機体は全木製、低翼単発の単葉機。胴体はモノコック構造を採用しており、乗員1名に加えて乗客4名が搭乗することが可能。主翼は片持式で、後縁が楕円形の翼端や放物線テーパー、スプリット・フラップの装備を特徴とした。エンジンはメナスコ「C6S スーパー・バッカニア」空冷倒立直列型6気筒（離昇290 hp）を1基備える。降着装置は固定脚。
なお、寸法をはじめとするMT-2の詳細な諸元の情報は伝わっていない。